# Таверне Вецкије (Фрозиноне)
Таверне Вецкије је насеље у Италији у округу Фрозиноне, региону Лацио.
Према процени из 2011. у насељу је живело 32 становника. Насеље се налази на надморској висини од 60 м.